# Aonidella dayi
Aonidella dayi är en ringmaskart som beskrevs av Maciolek in López-Jamar 1989. Aonidella dayi ingår i släktet Aonidella och familjen Spionidae.
Artens utbredningsområde är Mexikanska golfen. Inga underarter finns listade i Catalogue of Life.